# 국립공주대학교 사범대학 부설고등학교
국립공주대학교 사범대학 부설고등학교(國立公州大學校 師範大學 附設高等學校)은 대한민국 충청남도 공주시 반죽동에 위치한 국립 고등학교이다. 

## 학교 연혁
- 1953년 2월 1일 : 공주사범대학부속중학교 설립 인가(9학급)
- 1953년 4월 15일 : 개교식 거행(남자 2, 여자 1학급)
- 1955년 12월 29일 : 공주사범대학부속중학교를 부속고등학교로 개편 인가(3학급)
- 1956년 4월 15일 : 개교식 및 입학식 거행
- 1961년 12월 8일 : 공주사범대학부속중학교 재개설 인가
- 1962년 3월 7일 : 공주사범 병설 고등학교 제 2학년 4학급 인수
- 1973년 5월 3일 : 부속고등학교 학칙 개정(18학급)
- 1976년 11월 3일 : 신축교사 준공
- 1988년 11월 30일 : 강당보수 및 후동 화장실 신축
- 1990년 12월 18일 : 도서실 및 교실 증축
- 1993년 7월 1일 : 기숙사 개설
- 2001년 3월 20일 : 공주대학교사범대학부설고등학교로 개명
- 2005년 2월 2일 : 봉황관 준공
- 2005년 2월 22일 : 우정학사(여학생 기숙사) 준공
- 2007년 3월 2일 : 울림학사(남학생 기숙사) 준공
- 2008년 8월 20일 : 사교육 없는 학교 운영 자율학교 최초 지정
- 2015년 12월 21일 : 체육관, 도서관 준공
- 2025년 2월 7일 : 제67회 졸업식 (누계 16,178명)
- 2025년 3월 1일 : 제21대 김행신 교장 부임
- 2025년 3월 3일 : 제70회 입학식(149명)

## 참고 자료
- 국립공주대학교 사범대학 부설고등학교 - 한국교육학술정보원 학교알리미